# Onyx

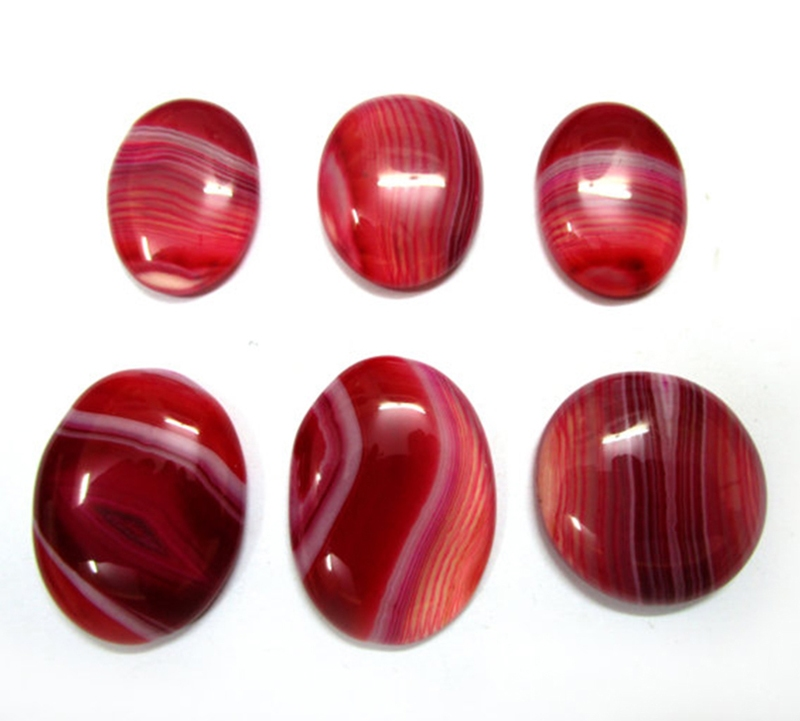
Onyx

Onyx là một biến thể có vân của canxedon. Màu sắc của các vân thay đổi từ trắng đến rất nhiều màu. Thông thường, các mẫu onyx có các vân màu đen và/hoặc trắng.

## Biến thể
Onyx được tạo thành bởi các vân canxedon với nhiều màu sắc khác nhau. Nó có dạng vi tinh bao gồm các hạt silica của thạch anh và moganit phát triển xen nhau. Các vân song song nhau, giống như các vân của agat.